# Anaimalai
|  | Per a altres significats, vegeu «Muntanyes Anaimalai». |

Anaimalai és una vila de Tamil Nadu a l'Índia a la vora del riu Aliyar a uns 40 km al sud-est de Palghat, i uns 15 km de la part baixa de les muntanyes Anaimalai.
Tenia una població de 5.578 habitants el 1881. Segons el cens del 2011 tenia 17.208 habitants, en 4.933 famílies.